# CD-MIDI
CD-MIDI（シーディー-ミディ）とは、オーディオデータと平行して、対応機器でMIDIデータを提供するもの。1990年にワーナーニューメディアとビクターの共同開発され、後にRed Bookに規定されたCDの規格の一つである。

## 概要
CD-MIDIは、標準的なオーディオCDでは未使用であるチャンネルRからWまでを用いる。これら6ビットにMIDI信号を格納する。
CD-MIDI対応機器としてワンダーメガなどがある。
対応するディスクがほとんど発売されず、ほぼ規格書だけの存在となっている。